# Университетский город
Не путать с университетскими городками

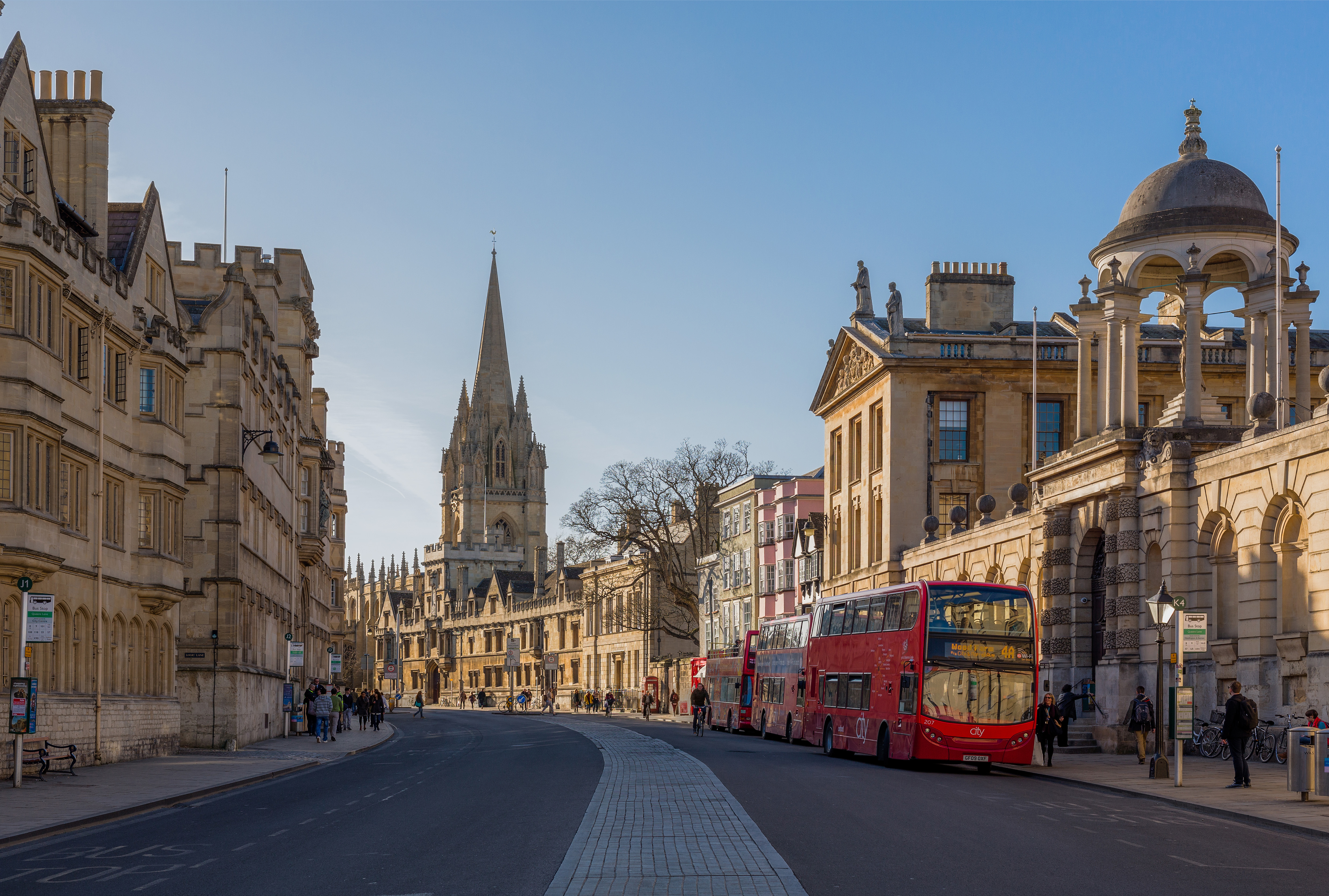
Типичный пример университетского города — Оксфорд: кампуса как такового нет, а университетские здания разбросаны по всему городу.

Университетский город — это город, в котором преобладает университетское население. В таком городе (как правило, не особо значительном по размеру) может располагаться крупный университет или же несколько небольших учебных заведений, но во всех случаях университетские города называются так потому, что присутствие учебного заведения пронизывает всю экономическую и социальную жизнь населённого пункта, как то: университет является крупнейшим работодателем в городе, городские предприятия в основном ориентированы на обслуживание университета и его студентов, численность студентов превышает численность местного населения.
Классическими университетскими городами являются Оксфорд и Кембридж в Англии, Гейдельберг, Гёттинген и Тюбинген в Германии, Лейден в Голландии, Лёвен в Бельгии, Сент-Андрус в Шотландии, Болонья и Падуя в Италии, Саламанка в Испании, Коимбра в Португалии, Упсала в Швеции. В Российской империи примером университетского города мог служить Дерпт (ныне Тарту). Иногда аналогичную функцию выполняет какой-то определённый район крупного города: например, Латинский квартал Парижа — в отношении Сорбонны.

## История
Возникновение первых университетских городов часто было связано с желанием средневековых правителей сосредоточить шумное и разгульное студенчество (как правило, с большим процентом иностранцев) в одном месте на удалении от столицы. При основании средневекового университета папа римский или иной феодальный сеньор по сути передавал часть своих правомочий университету, который де-факто оказывался в положении городского феодала. При этом студенческие корпорации были самоуправляемыми, а совершённые студентами преступления обычно не были подсудны судам общей юрисдикции. Такое положение не всегда устраивало горожан, которые иногда противились учреждению университета или же добивались его изгнания. Существовали определённые параллели в положении университетских городов и городов церковных, или епископских. 

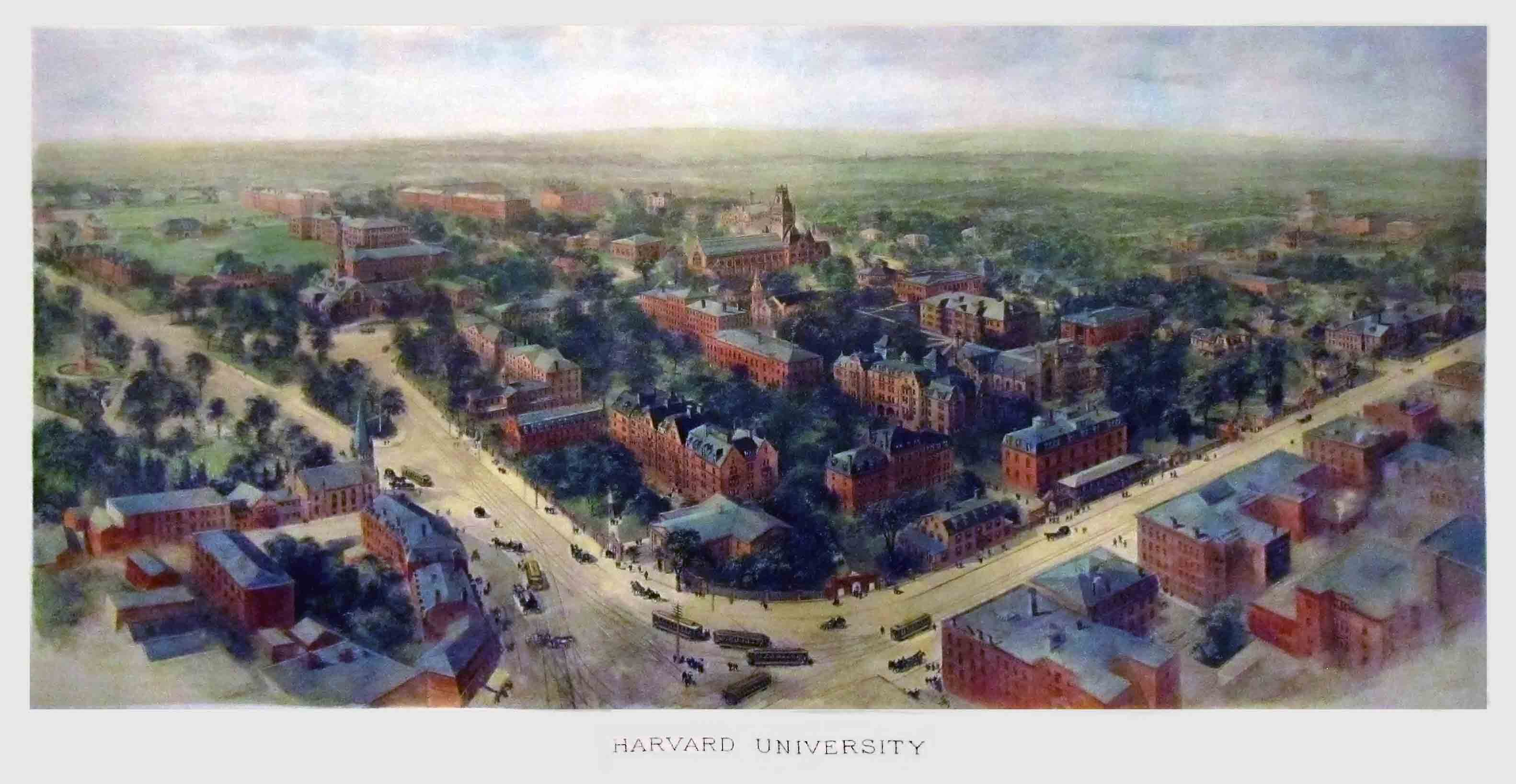
Кембридж — самый знаменитый университетский город Америки

Хотя концепция университетского города развивалась со времён европейского средневековья, прообразы существовали и в более ранние времена, в том числе за пределами Европы. Например, в поздней античности город Афины, утративший былую военную мощь и политический вес, оставался крупнейшим в Римской империи центром образования и обладал многими характеристиками университетского города.

## Современная ситуация
В Европе университетский город, как правило, характеризуется наличием старинного университета. Экономика города тесно связана с деятельностью университета и поддерживается всей университетской структурой, которая может включать университетские больницы и клиники, типографии, библиотеки, лаборатории, бизнес-инкубаторы, студенческие общежития, столовые, студенческие союзы и общества. На примере Оксфорджа и Кембриджа можно видеть, как вся история города переплетена с историей университета. Многие европейские университетские города на протяжении веков были не только важными центрами науки и образования, но и центрами политического, культурного и социального влияния. Влиятельные выпускники часто одаряли город, где получили образование: так в Оксфорде появились музей Эшмола, библиотека Бодли, обсерватория Радклиффа и т. д.
Помимо высокообразованного, хотя и постоянно меняющегося студенческого населения, в современном университетском городе обычно проживает немало приверженцев субкультур и иных людей, ведущих нетрадиционный образ жизни, с высокой терпимостью к нетрадиционности в целом. Музыкальная и вообще культурная жизнь университетских городов также весьма активна. В США большинство населения таких городов обычно политически либерально. Многие из них в начале XXI века стали центрами технологических исследований и инновационных стартапов.

### Проживание в университетских городах

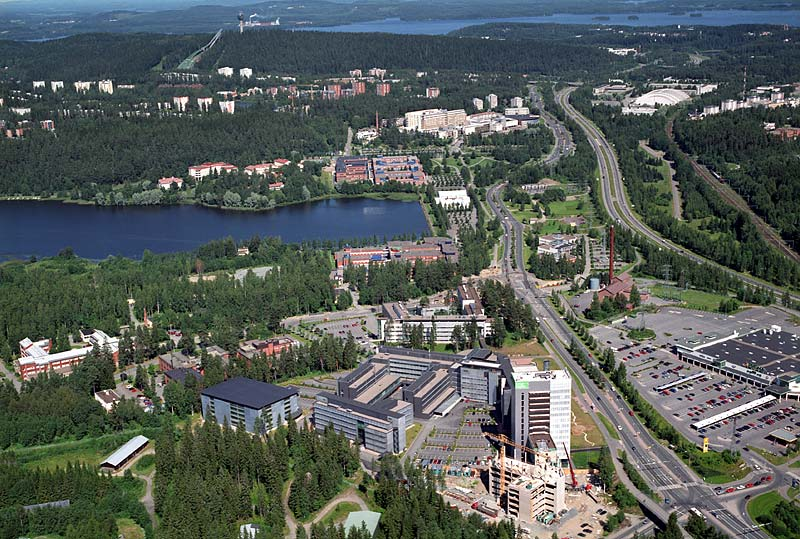
Финляндский город Куопио, где расположены Университет Восточной Финляндии и Университет прикладных наук Савонии

Важный компонент инфраструктуры университетских городов — жильё для студентов. В Соединённых Штатах исторически студентов селили в общежитиях, выстроенных на принадлежащей университету территории («кампус»). В современных условиях не менее половины студентов публичных университетов США проживают за пределами кампуса. Эта тенденция, начавшаяся в 1960-х годах, изначально подразумевала перестройку односемейных домов вблизи кампуса под студенческое жильё, что обернулось возникновением своеобразных «студенческих гетто». В 1970-х годах университеты и другие застройщики начали строить специальные жилые комплексы для студентов за пределами кампусов. 
С 1990-х годов в США и некоторых других западных странах наблюдается стремление пенсионеров обосноваться в студенческих городах. Пенсионеров такие места привлекают из-за культурных и образовательных возможностей, спортивных соревнований, хороших медицинских учреждений (часто в учебных больницах, связанных с медицинскими школами), невысокой стоимости жизни и часто удобной для пешеходов или общественного транспорта планировки. Ряд строительных компаний США специализируются на строительстве посёлков для пенсионеров (retirement community) в университетских городах.  Спрос на жильё со стороны студентов, преподавателей, сотрудников и пенсионеров поддерживал стабильные цены на жильё в таких городах во время спада на рынке жилья, начавшегося в 2005 году.
В современных университетских городах в рамках концепции нового урбанизма в непосредственной близости от образовательного учреждения часто строятся микрорайоны, основным преимуществом которых является территориальная близость к университету. Проживание в таких районах позволяет преподавателям и сотрудникам ходить на работу пешком, что снижает спрос на ограниченную парковку на территории кампуса; примером может служить проект Trinity Heights, реализованный Университетом Дьюка.